# Шуљковац
Шуљковац је насељено место града Јагодине у Поморавском округу. Према попису из 2022. има 584 становника (према попису из 2011. било је 643 становника).

## Историја
До Другог српског устанка Шуљковац се налазио у саставу Османског царства. Након Другог српског устанка Шуљковац улази у састав Кнежевине Србије и административно је припадао Јагодинској нахији и Левачкој кнежини све до 1834. године када је Србија подељена на сердарства. Према попису из 1900. године село је припадало Бунарској општини и имало 94 домаћинстава.

## Демографија
У насељу Шуљковац живи 583 пунолетна становника, а просечна старост становништва износи 46,4 година (45,5 код мушкараца и 47,4 код жена). У насељу има 199 домаћинстава, а просечан број чланова по домаћинству је 3,49.
Ово насеље је великим делом насељено Србима (према попису из 2002. године), а у последња три пописа, примећен је пад у броју становника.
|  |

| Демографија | Демографија | Демографија |
| Година      | Становника  | Становника  |
| ----------- | ----------- | ----------- |
| 1900.       | 646         |             |
| 1948.       | 958         |             |
| 1953.       | 997         |             |
| 1961.       | 1.001       |             |
| 1971.       | 925         |             |
| 1981.       | 881         |             |
| 1991.       | 798         | 786         |
| 2002.       | 695         | 704         |
| 2011.       | 643         |             |
| 2022.       | 584         |             |

| Етнички састав према попису из 2002.‍ | Етнички састав према попису из 2002.‍ | Етнички састав према попису из 2002.‍ | Етнички састав према попису из 2002.‍ | Етнички састав према попису из 2002.‍ |
| ------------------------------------ | ------------------------------------ | ------------------------------------ | ------------------------------------ | ------------------------------------ |
|                                      |                                      |                                      |                                      |                                      |
| Срби                                 | Срби                                 |                                      | 693                                  | 99,71%                               |
| Словенци                             | Словенци                             |                                      | 1                                    | 0,14%                                |
| непознато                            | непознато                            |                                      | 1                                    | 0,14%                                |

| Шуљковац у пописима Јагодинске нахије — од 1818. до 1829.                         |       |       |       |       |       |       |          |       |       |       |       |       |
| Година пописа                                                                     | 1818. | 1819. | 1820. | 1821. | 1822. | 1823. | 1824/25. | 1825. | 1826. | 1827. | 1828. | 1829. |
| Куће                                                                              | 41    | 41    | 43    | 41    | 44    | 44    | 44       | 46    | 47    | 50    | 49    | 48    |
| Пореске главе*                                                                    | -     | 45    | 44    | 52    | 50    | 50    | 54       | 55    | 51    | 52    | 53    | 52    |
| Арачке главе**                                                                    | 87    | 91    | 92    | 97    | 105   | 109   | 116      | 127   | 122   | 128   | 129   | 129   |
| *Пореске главе = Ожењени мушкарци \| ** Арачке главе = Мушкарци од 7 до 70 година |       |       |       |       |       |       |          |       |       |       |       |       |

| Година пописа     | 1948. | 1953. | 1961. | 1971. | 1981. | 1991. | 2002. |
| ----------------- | ----- | ----- | ----- | ----- | ----- | ----- | ----- |
| Број домаћинстава | 175   | 190   | 227   | 230   | 233   | 216   | 199   |

| Број чланова      | 1  | 2  | 3  | 4  | 5  | 6  | 7 | 8 | 9 | 10 и више | Просек |
| ----------------- | -- | -- | -- | -- | -- | -- | - | - | - | --------- | ------ |
| Број домаћинстава | 41 | 44 | 23 | 26 | 25 | 24 | 9 | 4 | 2 | 1         | 3,49   |

| Пол    | Укупно | Неожењен/Неудата | Ожењен/Удата | Удовац/Удовица | Разведен/Разведена | Непознато |
| ------ | ------ | ---------------- | ------------ | -------------- | ------------------ | --------- |
| Мушки  | 301    | 70               | 202          | 26             | 3                  | 0         |
| Женски | 304    | 42               | 203          | 58             | 1                  | 0         |
| УКУПНО | 605    | 112              | 405          | 84             | 4                  | 0         |

| Пол    | Укупно                    | Пољопривреда, лов и шумарство | Рибарство                            | Вађење руде и камена | Прерађивачка индустрија       |
| ------ | ------------------------- | ----------------------------- | ------------------------------------ | -------------------- | ----------------------------- |
| Мушки  | 181                       | 105                           | 0                                    | 0                    | 39                            |
| Женски | 111                       | 89                            | 0                                    | 0                    | 10                            |
| УКУПНО | 292                       | 194                           | 0                                    | 0                    | 49                            |
| Пол    | Производња и снабдевање   | Грађевинарство                | Трговина                             | Хотели и ресторани   | Саобраћај, складиштење и везе |
| Мушки  | 3                         | 12                            | 4                                    | 2                    | 9                             |
| Женски | 0                         | 0                             | 1                                    | 0                    | 1                             |
| УКУПНО | 3                         | 12                            | 5                                    | 2                    | 10                            |
| Пол    | Финансијско посредовање   | Некретнине                    | Државна управа и одбрана             | Образовање           | Здравствени и социјални рад   |
| Мушки  | 0                         | 0                             | 1                                    | 0                    | 2                             |
| Женски | 0                         | 1                             | 1                                    | 1                    | 6                             |
| УКУПНО | 0                         | 1                             | 2                                    | 1                    | 8                             |
| Пол    | Остале услужне активности | Приватна домаћинства          | Екстериторијалне организације и тела | Непознато            | Непознато                     |
| Мушки  | 3                         | 0                             | 0                                    | 1                    | 1                             |
| Женски | 0                         | 1                             | 0                                    | 0                    | 0                             |
| УКУПНО | 3                         | 1                             | 0                                    | 1                    | 1                             |

## Шуљковачка вода
Село је почетком двехиљадитих постало познато по открићу извора пијаће воде богате сумпором и селеном која благотворно утиче на проблема са песком и камењем у бубрезима и жучној кеси, делује умирујуће на нервни систем и помаже у лечењу појединих кожних болести. Прва чесма је отворена у центру села код игралишта ФК Слобода, а тренутно постоји и неколико извора на приватним парцелама из којих многи захватају и користе за кување и против здравствених проблема.